# 南関王廟
南関王廟（なんかんおうびょう、南廟とも）は、 韓国ソウル市銅雀区舎堂洞にある関帝廟。

## 歴史
1598年に建設され、1952年に朝鮮戦争によって焼失された。1979年に現在の位置に再建された。

## アクセス
- 銅雀駅（ソウル交通公社4号線・ソウル市メトロ9号線）